# آی‌اوآی
آی‌اوآی (به انگلیسی: IOI) شرکت خوشه‌ای مالزیایی است، که در زمینه کشاورزی و زراعت، تولید مواد شیمیایی، توسعه املاک و مستغلات، مدیریت مراکز خرید، هتلداری و تجارت کالا فعالیت می‌کند.
شرکت آی‌اوآی در سال ۱۹۶۹ توسط لی شین چنگ تأسیس شد و در حال حاضر دارای عملیات در کشورهای سنگاپور، مالزی، چین، هلند، کانادا و ایالات متحده آمریکا می‌باشد. دفتر مرکزی این شرکت در منطقه پوتراجایا، شهر کوالالامپور قرار دارد و بخشی از سهام آن در بازار بورس مالزی معامله می‌شود.
از دارایی‌های گروه آی‌اوآی می‌توان به ۴ پالایشگاه، ۲ کارخانه صنایع شیمیایی، شبکه گسترده‌ای از هتل‌ها در ۱۵ کشور، ۱۵۲ هزار هکتار مزرعه نخل روغنی در مالزی و ۸۳ هزار هکتار مزرعه نخل روغنی در اندونزی اشاره کرد.